# L'inverno nucleare
L'inverno nucleare è un saggio di Alberto Moravia del 1986, strutturato come una raccolta di interviste e articoli scritti dal 1982 al 1985 sulla questione nucleare, uscita poco dopo l'esplosione della centrale nucleare di Chernobyl.
Moravia affronta e discute i dilemmi legati agli usi del nucleare con una riflessione che riguarda l’interiorità e l’esistenza umana, spiegando l’importanza della ragione nella convivenza, con la prospettiva del suicidio del genere umano. Essa richiede una rivoluzione interiore, di carattere spirituale, come pure il costante uso della ragione. Moravia intervistò grandi scrittori come Ernst Jünger, ricercatori come Katō Shūichi, studioso degli effetti dell'esplosione nucleare, e personaggi di altissimo livello in Giappone, in Germania, nell'Unione Sovietica, facendo non solo giornalismo, ma una vera e propria lotta contro la minaccia nucleare. «Sono uno scrittore» afferma Moravia, «e mi è sembrato naturale servirmi della scrittura per combattere una guerra di liberazione dalla guerra».

## Edizioni
- L'inverno nucleare, a cura di Renzo Paris, Collana Tascabili narrativa, Bompiani, Milano, 1986, ISBN 978-88-452-1332-8.
- L'inverno nucleare, con testi inediti, a cura di Alessandra Grandelis, Collana Tascabili. Saggi n.723, Milano-Firenze, Bompiani, 2022, ISBN 978-88-301-0985-8.